# Se Eu Fosse Você
Se Eu Fosse Você é um filme brasileiro de 2006, do gênero comédia romântica, dirigido por Daniel Filho e estrelado por Glória Pires e Tony Ramos. Com o sucesso do filme, houve uma continuação, Se Eu Fosse Você 2, que é a segunda parte da história, logo após os eventos ocorridos no primeiro longa.

## Sinopse
Cláudio e Helena são um casal rotineiro, e devido à isso, possuem algumas discussões. Ele, publicitário bem sucedido e ela, professora de música, após discutirem e começarem estranhamente a falar as mesmas palavras juntos, e na mesma hora,  quando despertam no dia seguinte após adormecerem logo após tais eventos ocorridos, percebem-se que estão em corpos trocados: Helena está no corpo de Cláudio e vice-versa.
Tendo que enfrentar tal acontecimento inusitado e até então inédito para ambos, juntos terão que assumir a vida um do outro, e aprenderão a ver o ponto de vista de cada qual sob um novo ângulo, que até então fora superficialmente sentidos por eles, e que agora, são intensamente vividos.

## Elenco
- Glória Pires como Helena
- Tony Ramos como Cláudio
- Thiago Lacerda como Marcos
- Lavínia Vlasak como Bárbara
- Glória Menezes como Vivinha
- Lara Rodrigues como Bia
- Danielle Winits como Cibelle
- Patrícia Pillar como Dra. Cris
- Maria Gladys como Cida
- Ary Fontoura como Padre Henrique
- Helena Fernandes como Débora
- Maria Ceiça como Márcia
- Leandro Hassum como Maurício
- Carla Daniel como Regina
- Marcela Muniz como Marília
- Antônia Frering Tereza
- Jorge Fernando como Edgar
- Thomas Morkos como Cauê
- Dennis Carvalho como Arnaldo
- Rafaela Lapuente como Renata
- Paulo Giardini como Maitre
- Iano Salomão como Thiago
- Mário José Paz como analista de Helena
- Daniel Filho como homem no banheiro
- Cleber Salgado como estagiário

## Recepção
Marcelo Forlani em sua crítica para o Omelete, disse que o único acerto do filme é Tony Ramos e Glória Pires no elenco, dizendo: "apesar de interpretarem os papéis mais desafiadores, tendo que fazer alguém do sexo oposto desconfortavelmente em um corpo alheio, Ramos e Pires desempenham suas partes de forma bastante segura e nada caricata. O mesmo não se pode dizer do resto do casting"; Forlani ainda avaliou algumas cenas como desnecessárias como "uma sem-graça demonstração de balé aquático, e um lastimável número musical em que o coral dirigido por Helena comete um sacrilégio contra a Nona Sinfonia de Beethoven. (...) Suas atuações [Tony Ramos e Glória Pires] são boas o suficiente para apagar os merchandising descarados e seus colegas que pouco se esforçaram para atuar".

## Curiosidades
- Teve uma continuação: Se Eu Fosse Você 2, que se tornou o filme nacional mais assistido no Brasil, desde a retomada, sendo superado apenas por Tropa de Elite 2.
- É a segunda das três parcerias de Glória Pires e Daniel Filho no cinema, até hoje. As demais foram A Partilha e Primo Basílio.
- "Mulheres Gostam" cantada por Marina Elali foi a música tema do filme, além do hit "Perigosa", das Frenéticas.
- Levou 3.644.956 espectadores aos cinemas, sendo o filme brasileiro de maior público no ano de 2006.
- Quando foi exibido na televisão pela primeira vez, em 13 de abril de 2009, pela Rede Globo na Tela Quente, alcançou a maior audiência da sessão de filmes daquele ano: 32 pontos.

## Prêmios e Indicações
Prêmio Qualidade Brasil
- Melhor Ator - Tony Ramos (Indicado)
- Melhor Atriz - Glória Pires (Indicada)
- Melhor Filme (Indicado)

Prêmio Contigo de Cinema
- Prêmio do Público:
- Melhor Ator - Tony Ramos (Venceu)
- Melhor Atriz - Glória Pires (Venceu)
- Melhor Filme (Venceu)
- Prêmio do Júri:
- Melhor Ator - Tony Ramos (Venceu)
- Melhor Atriz - Glória Pires (Indicada)
- Melhor Diretor - Daniel Filho (Indicado)
- Melhor Filme (Indicado)

Grande Prêmio Cinema Brasil
- Melhor Atriz - Glória Pires (Indicada)
- Melhor Direção de Arte  - Marcos Flaksman (Indicado)
- Melhor Diretor - Daniel Filho (Indicado)
- Melhor Edição/Melhor Montagem - Felipe Lacerda (Indicado)
- Melhor Filme (Indicado)
- Melhor Roteiro Original - Adriana Falcão, Daniel Filho, Rene Belmonte, Carlos Gregório. (Indicado) [2]